# Las Abejas
La Sociedad Civil Las Abejas o solo Las Abejas es un grupo de origen Maya-Tsotsil, cristiano y pacifista, cuyo objetivo es promover la paz, la justicia y el anti-neoliberalismo. Este grupo se formó en el municipio Chenalho, Chiapas, como consecuencia a las disputas familiares e injusticias políticas sobre la tierra que como consecuencia dejaron a una persona muerta en 1992. Durante este incidente, varios miembros de la comunidad trasladaron al hombre herido a la clínica más cercana en San Cristóbal de las Casas para que recibiera atención médica. Al llegar con la policía, estos hombres fueron acusados y encarcelados indebidamente. Cuando la noticia de que hombres inocentes habían sido privados de la libertad llegó al municipio de Chenalho, miembros de esta comunidad se organizaron y comenzaron a caminar hacia San Cristóbal de las Casas para exigir justicia y la liberación de sus compañeros. Durante el trayecto, otros grupos cristianos y pacifistas se unieron a la marcha. Las Abejas logró la liberación de los presos y como consecuencia, este grupo se fortaleció como una organización de la sociedad civil en pro de medios pacíficos para la resolución de conflictos.
Después del levantamiento del Ejército Zapatista de Liberación Nacional el 1 de enero de 1994, las Abejas se pronunció en solidaridad con los principios y fines del EZLN, pero no así con los medios basados en la violencia para alcanzar sus exigencias. Esta situación costo un alto precio a las Abejas por su apoyo a los Zapatistas, cuando el 22 de diciembre de 1997 45 miembros de la comunidad fueron masacrados mientras rezaban en la iglesia en lo que hoy se conoce como la “Masacre de Acteal”.

## Orígenes

### Raíces

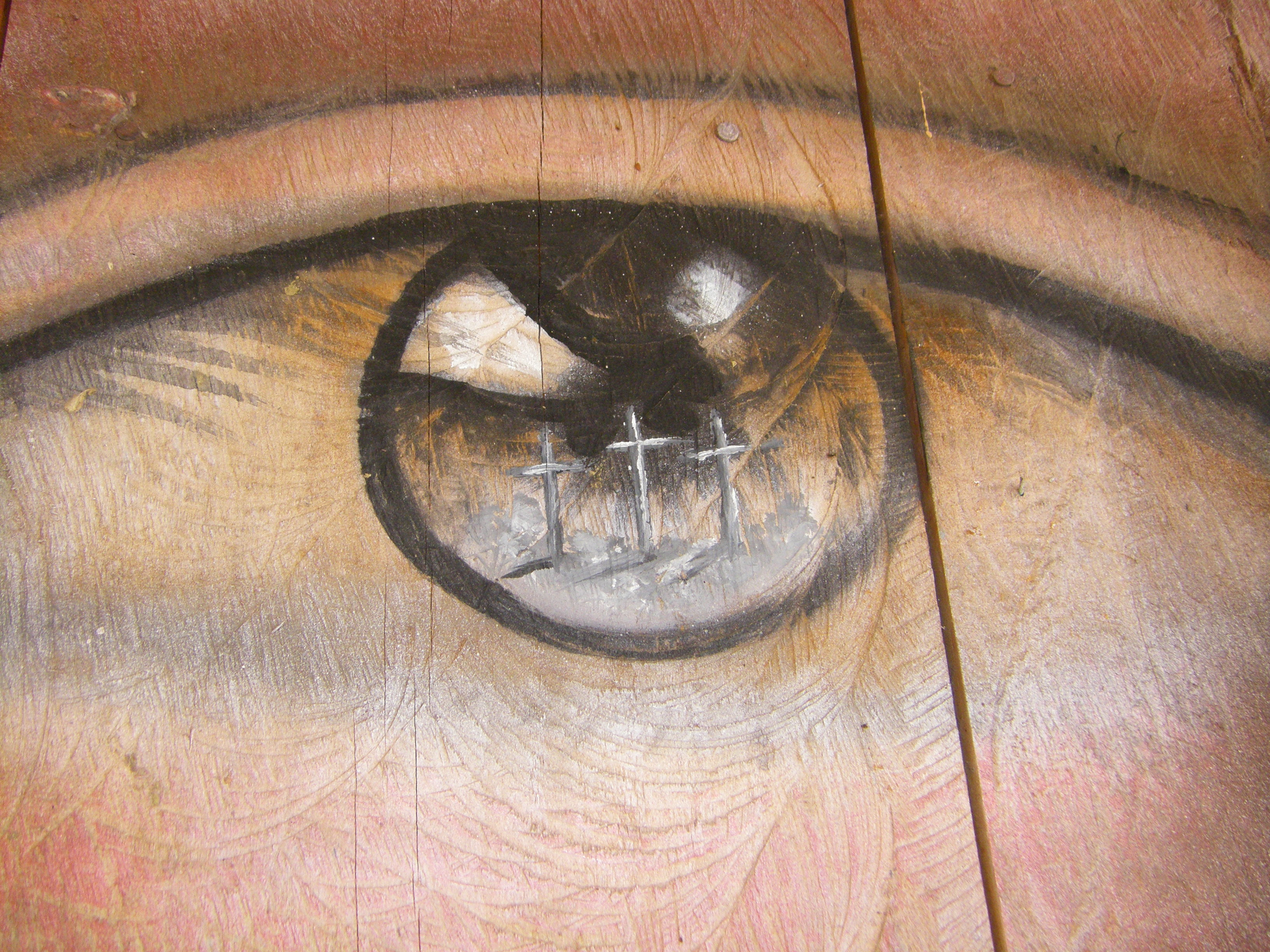
Mural en Acteal.

El elemento catalizador para la formación de la Sociedad Civil Las Abejas fue la disputa sobre la tierra que ocurrió en el municipio de Chenalho en el año de 1992. De cualquier forma, las raíces de la organización se remontan al trabajo progresista de la Iglesia católica en Chiapas, particularmente bajo el liderazgo del Obispo Samuel Ruiz García, quien fue influenciado por la Teoría de la Liberación Teológica y en manera particular por la Conferencia General del Episcopado Latinoamericano en Medellín, Colombia en 1968. Bajo el liderazgo del Obispo Samuel Ruiz, la Iglesia Católica y su trabajo pastoral fortalecieron el compromiso en defensa de la dignidad de los pobres; enseñando a los campesinos a encontrar en la Biblia un mensaje de liberación. Es el trabajo pastoral quién introduce el concepto de los Derechos Humanos en esta región al sur de México como medio para denunciar los abusos e injusticias cometidos durante cientos de años por un sistema altamente opresivo.
Las Abejas comenzó en un contexto político diferente. La municipalidad de Chenalho, Chiapas, dónde este grupo se formó, había sido un bastión del Partido Revolucionario Institucional por muchos años, pero por dificultades económicas durante las décadas de los 70 y 80, otros Partidos Políticos fortalecieron su presencia en esta región; principalmente Partidos de Izquierda. Muchas organizaciones campesinas, algunas aliadas a los Partidos Políticos, se formaron durante este período. Muchos eventos importantes precedieron a la formación de la Sociedad Civil las Abejas como la Marcha Xi´Nich´ por los Derechos Humanos de los Pueblos Indígenas el 7 de marzo de 1992. Esta marcha convocó a aproximadamente 700 indígenas quienes partieron de Palenque hacia el Distrito Federal para denunciar la corrupción, opresión y cortes a programas sociales por parte del gobierno.
Una segunda protesta ocurrió el 12 de octubre de 1992 dónde más de 10 000 participantes de diferentes regiones del Estado marcharon hacia San Cristóbal de las Casas en protesta por abusos en contra de los Derechos de los Pueblos Indígenas. Al final de la manifestación, la estatua del conquistador y fundador de la ciudad, Diego de Mazariegos, fue derribada. Más allá del significante número de participantes en ambas manifestaciones, los participantes reconsideraron la importancia y el poder del uso de la no violencia en la lucha por los Derechos de los Pueblos Indígenas.

### La Disputa por la Tierra
Las Abejas surge como respuesta a una disputa por 120 hectáreas en la comunidad de Tz´anhem-Bolom, cerca de la población de Tzajal-ch´en la municipalidad de Chenalho, Chiapas. De acuerdo con la investigadora Christine Kovic, es incierto quien era el propietario original de la propiedad. Por una parte, un grupo de campesinos defendía la tierra como una propiedad comunal y por la otra, otro grupo la reclamaba como una propiedad privada a nombre de Catarina, Agustín y María Hernández López, herederos del propietario anterior. Independientemente de quién fuera el propietario de la tierra, la Secretaría de la Reforma Agraria tampoco sirvió de mucha ayuda, ya que a pesar de las diferentes peticiones de ambas partes, esta no solucionó el conflicto.
El desencuentro creció cuando Agustín Hernández López no quiso compartir la propiedad de la tierra con sus dos hermanas pues él declaraba que “las mujeres no tienen derecho a la propiedad de la tierra”. Otros factores políticos contribuyeron al desencuentro en la comunidad, pues Agustín Hernández López era militante del PRI y por lo tanto contaba con el soporte del gobierno municipal encabezado por el PRI. Por otra parte, su sobrino Nicolás Gutiérrez Hernández, quien encabezaba al movimiento opositor, estaba afiliado a la Solidaridad Campesina Magisterial o (SOCAMA), la cual se encontraba afiliada al Sindicato Nacional de Trabajadores de la Educación (SNTE) a quienes presuntamente se les acusa de estar involucrados en grupos paramamilitares.
Como es tradicional en la comunidad de Tz´anhem-Bolom, la comunidad se reunió a examinar la disputa y decidió dividir la tierra en tres partes iguales entre los hermanos. Agustín Hernández López no aceptó la decisión “tomó 60 hectáreas para él y dividió las otras 60 entre sus seguidores políticos de las comunidades de Yiveljoj, las Delicias y Yabteclum”. Esta acción polarizo a la comunidad entre aquellos que apoyaban a Agustín (quienes presuntamente secuestraron a las dos hermanas para obligarlas a firmar la renuncia a sus derechos sobre la tierra) y aquellos que buscaban el diálogo y la solución por medios pacíficos. Este último grupo, con representantes de 22 comunidades, fundaron Las Abejas el 9 de diciembre de 1992 como una organización independiente bajo la protección de la Sociedad de Productores de Café de Tzajal-ch´en.
De acuerdo con un miembro de la organización, el nombre de Las Abejas se eligió porque “como las abejas, queremos construir nuestras casas juntos, trabajar juntos y disfrutar los frutos de nuestro trabajo. Queremos producir miel pero también queremos compartirla con aquellos que la necesitan. Nosotros sabemos que como las abejitas, el trabajo es lento pero los resultados son seguros por el trabajo colectivo.” Otro miembro de la organización hace mención al elemento político en la selección del nombre: “La abeja es un insecto muy pequeño que es capaz de mover una vaca dormida cuando la pica. Nuestra lucha es como una abeja que pica, esa es nuestra resistencia, pero no es violenta.”
Al día siguiente de la formación de Las Abejas, el 10 de diciembre de 1992, la violencia escalo y seguidores de Agustín dispararon a sus sobrinos Nicolás, Vicente y Lorenzo, matando a este último. Algunos residentes de Tzajal-ch´en contactaron a las autoridades municipales de Chenalho para solicitar una ambulancia y trasportar a los heridos a San Cristóbal de las Casas. Cuando los hombres que ayudaban a los heridos llegaron a la carretera, en lugar de una ambulancia encontraron a la policía, quienes arrestaron a los 5 hombres sin ninguna orden judicial. Las autoridades municipales acusaron a los 5 hombres de participar en los ataques y los encerraron en el Centro de Readaptación Social número 5 en San Cristóbal de las Casas. Entre los arrestados se encontraban Felipe Hernández Pérez, Marino Pérez Vásquez, Sebastián Pérez Vásquez y Manuel Pérez Gutiérrez. El quinto arrestado, de acuerdo a un reporte del Centro de Investigaciones Económicas y Políticas de Acción Comunitaria o CIEPAC Archivado el 16 de marzo de 2020 en Wayback Machine. era Antonio Pérez Gutiérrez.
Los miembros de la recién fundada organización Las Abejas se molestaron por lo que consideraron una injusta detención e inútilmente se quejaron ante las autoridades municipales. De hecho, el Procurador de Justicia del Estado, Rafael González Lastra, intento detener a otros miembros de Las Abejas por su presunta complicidad en los atentados contra Vicente, Nicolás y Lorenzo Gutiérrez Hernández. Los seguidores de Agustín Hernández López también atacaron a las esposas de los 3 heridos, violando a una de ellas, pero nunca hubo una investigación a pesar de la denuncia ante las autoridades por parte de las víctimas.
Frustrados por las injusticias cometidas por las autoridades municipales, los miembros de Las Abejas organizaron una marcha de 41 kilómetros hacia San Cristóbal de las Casas el 21 de diciembre de 1992 y se plantaron frente a la Catedral de San Cristóbal como respuesta a la violencia e injusticia de los arrestos. 200 indígenas tsotsiles comenzaron la marcha y para el 24 de diciembre, cerca de 5000 más se unieron a la manifestación que se dirigió hacia la prisión donde estaban detenidos los cinco hombres.
Después de las protestas del 4 de enero de 1993, donde 800 indígenas de Chenalho, así como de otras 7 municipalidades, el procurador del Estado finalmente liberó a los 5 prisioneros "por falta de pruebas en su contra, lo que significa que los elementos ofrecidos en el caso no hicieron prueba plena, posiblemente porque fueron fabricados de un principio”.

### Versión alternativa a los orígenes de Las Abejas
Aun cuando la mayoría de los investigadores y miembros de las Abejas sugieren que la organización se fundó en diciembre de 1992 como resultado de los acontecimientos descritos anteriormente, la organización pudo haber existido de alguna forma desde un año antes. En una entrevista el 4 de noviembre de 1997, unos miembros de las Abejas dijeron a Servicio Internacional por la Paz o SIPAZ que la organización se formó en 1991 cuando un grupo de personas se organizaron para exigir la liberación de cinco catequistas católicos del Cerezo I en San Cristóbal de las Casas. De acuerdo a la entrevista realizada por SIPAZ, el grupo “hizo un peregrinaje con música, fuegos artificiales y oraciones” y “expidió varios boletines y revistas” en Chenalho. Después de la liberación de los 5 catequistas, este grupo adoptó el nombre de Las Abejas. No es claro si este evento es una versión diferente de la historia de los cinco prisioneros durante el conflicto por la tierra o si se refiere a un acontecimiento totalmente diferente.

## Religión
Las Abejas es una organización cristiana con fe central a la identidad de la organización. Un miembro de las Abejas explica que el origen del el nombre diciendo que “una abeja tiene una reina... La reina significa el Reino de Dios... La reina, Dios, no quiere injusticia ni violencia ni encarcelamiento sino libertad para todos los seres humanos.”.

### Ecumenismo
Aun cuando la organización se identifica así misma como católica y ha sido fuertemente influenciada por el Obispo de Chiapas Samuel Ruiz, esta tiene miembros de diferentes religiones incluyendo Presbiterianos (5%) y Costumbristas (10%). Los costumbristas son individuos bautizados como católicos pero que únicamente siguen tradiciones Mayas. Además una pequeña parte de Las Abejas pertenecen a la Iglesia Pentecostal. De acuerdo a Marco Tavanti “la inclusión de diferentes experiencias y denominaciones religiosas es uno de los aspectos específicos de la identidad religiosa de Las Abejas.”

### Compromiso a la oración, el ayuno y las escrituras
Las Abejas esta firmemente comprometida a la oración y sus decisiones son generalmente tomadas solo después de un largo proceso de oración y ayuno. Por ejemplo, cuando Pablo Romo, un cura católico que trabajó para el Centro de Derechos Humanos Fray Bartolomé de las Casas A.C., visitó Las Abejas después de los arrestos de 1992, el preguntó cómo podía él ayudar, esperando que posiblemente él pudiera usar tú posición para escribir una carta o informar a organizaciones internacionales por los derechos humanos de la situación. La respuesta de Las Abejas lo sorprendió pues: “Padre”, le dijeron, “Queremos orar, y queremos que rece con nosotros.” Para las Abejas, las oraciones públicas, el ayuno y las procesiones son “formas no violentas para lograr el cambio social.”
Las Abejas también pone un énfasis especial en la lectura y reflexión de la Biblia (en la palabra de Dios). El Obispo Samuel Ruiz describe a Las Abejas como “un movimiento inspirado por la palabra de Dios”. Bajo el liderazgo de Samuel Ruiz, los catequistas católicos promueven la reflexión colectiva de las escrituras (contrario a la metodología vertical utilizada antes de los años 70) mediante la cual las comunidades encuentran en la Biblia la motivación requerida para luchar en contra de la injusticia y la represión, en la tradición de la Liberación Teológica Latinoamericana. Uno de los fundadores de Las Abejas dice que los miembros de la organización se identifican fuertemente con la historia de la liberación del pueblo judío en el Antigua Testamento y comenta “estas historias de liberación y salvación están vivas hoy en las historias de los pueblos en busca de la libertad y la justicia.” Basado en su entendimiento de las escrituras, Las Abejas ponen énfasis en el cuidado de los huérfanos y en la hospitalidad para los extraños, y su estricto pacifismo también se encuentra, o al menos en parte, en su concepción de la Biblia.

### Teología Indígena
El Cristianismo practicado por Las Abejas está fuertemente influenciado por la Teología Indígena. Siguiendo el liderazgo del Obispo Samuel Ruiz, la Iglesia Católica de Chenalho y de Chiapas ha buscado inter culturalizar la fe católica en el contexto de los pueblos indígenas. Un cura católico tsotsil explica “la Teología Indígena siempre involucra un cierto grado de sincretismo entre la religión popular Maya con los ritos y creencias cristianos. La inter culturalización de la palabra es entonces un diálogo y un encuentro entre dos religiones y dos sistemas culturales.” La Teología Indígena, tal y como es practicada por muchos miembros de Las Abejas, da énfasis a la medicina, danza, música y vestimenta Maya, integrados a las creencias cristianas.
Así como Las Abejas ha adaptado muchas costumbres y tradiciones indígenas, también han rechazado otras basados en sus creencias religiosas, como por ejemplo, Las Abejas prohíbe el consumo del alcohol, aun cuando es un elemento importante de algunas ceremonias religiosas mayas.
Otra área dónde la identidad religiosa de Las Abejas ha guiado al encuentro de prácticas tradicionales ha sido la participación de las mujeres. Las mujeres juegan un papel muy importante en las actividades de Las Abejas, como el trabajo de la Coordinación Diocesana de Mujeres CODIMUJ que ha permitido a muchas mujeres de Las Abejas a “cuestionar muchas de las prácticas tradicionales que las han excluido de la participación política.”

### Perdón y Reconciliación
Particularmente, en luz de la Masacre de Acteal en 1997, la espiritualidad de Las Abejas los ha dirigido hacia el perdón y la reconciliación, sin que esto signifique renunciar a sus demandas por la justicia. En general, los miembros de Las Abejas han seguido el liderazgo del Obispo Samuel Ruíz, quién durante el funeral de aquellos caídos durante la masacre, los motivó “a no buscar venganza, pues el cristianismo ofrece perdón como un camino de paz.” Antonio Gutiérrez, uno de los fundadores de Las Abejas, frecuentemente recuerda el perdón al estilo de Cristo de Alonso Vásquez Gómez, un catequista de la comunidad y uno de los asesinados durante la masacre, quien, después de ver como asesinaban a su esposa e hijo, pidió perdón a Dios por los asesinos “ya que no sabían lo que hacen.” El compromiso de Las Abejas por el perdón y la reconciliación es consistente con su compromiso a la no violencia.

## Afiliación Política
Desde su fundación, Las Abejas se ha enfocado en denunciar las injusticias cometidas por el gobierno mexicano y a exigir justicia y respeto a los derechos humanos de los pueblos indígenas, como tal, esto inherentemente involucra política.

### Ideología
La ideología política de Las Abejas, la cual se encuentra vinculada a su identidad religiosa, es opuesta al neoliberalismo, pues consideran los mantiene económicamente oprimidos. La resistencia de Las Abejas es caracterizada por la no violencia, la cual los distingue de otros grupos como el EZLN, el cual ha utilizado las armas para hacer cumplir sus demandas. Aun cuando han expresado su simpatía por el EZLN, Las Abejas han mantenido su independencia de este grupo, así como de Partidos Políticos y del gobierno mexicano.
Mucha de la incidencia de Las Abejas se ha centrado en el derecho a continuar con el trabajo agrícola, el cual se ha visto amenazado por las políticas nacionales y los tratados internacionales de libre comercio. La tierra es fundamental para su identidad. “La Tierra”, dijo un miembro de Las Abejas al investigador Marco Tavanti, “es nuestra vida y nuestra libertad.” La Tierra es íntimamente vinculada, en sus mentes, a la dignidad de los pueblos indígenas. 

### Los principios del Buen Gobierno

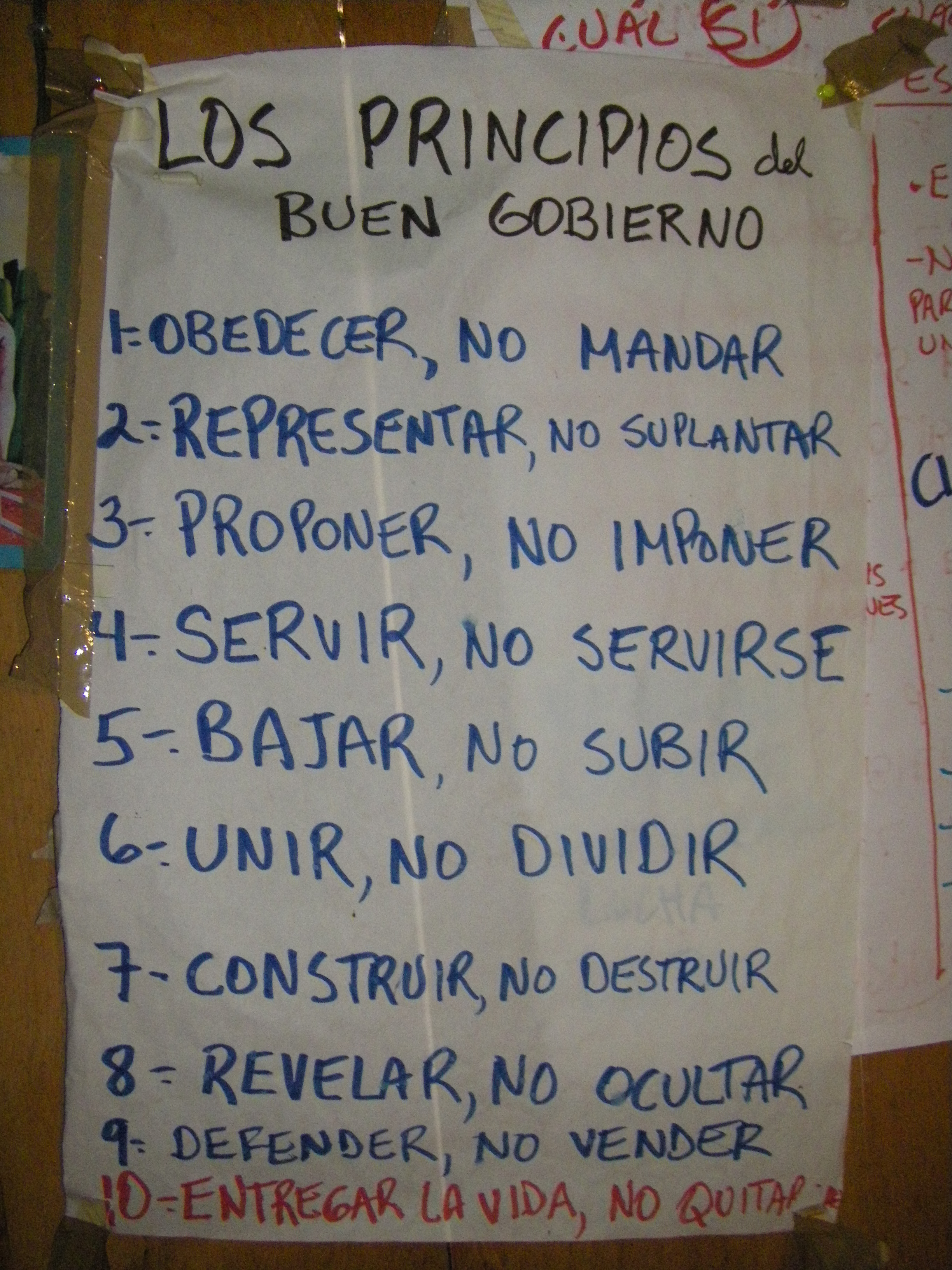

Las Abejas mantiene su autonomía del Ejército Zapatista de Liberación Nacional, Partidos Políticos y del gobierno mexicano (Federal y local). Ellos han establecido un Comité responsable de la dirección política de la organización, así como 10 puntos o principios del Buen Gobierno que rigen el sistema político y de gobierno de las comunidades a su cargo.
1. Obedecer, No mandar
2. Representar, No suplantar
3. Proponer, No imponer
4. Servir, No servirse
5. Bajar, No subir
6. Unir, No dividir
7. Construir, No destruir
8. Revelar, No ocultar
9. Defender, No vender
10. Entregar la vida, No quitarla

### La Junta de Buen Gobierno 2009
Sebastián Pérez Vázquez, Presidente
Mariano Gómez López, Secretario General
Pedro Jiménez Arias, Vicepresidente
Francisco Gómez Pérez, Tesorero
Francisco Pérez Gómez, Sub Tesorero

### Relación con el PRI
El Partido Revolucionario Institucional (PRI) dominó la escena política de México por muchas décadas, incluyendo el gobierno municipal de Chenalho. Las Abejas fue fundada como una voz independiente para el diálogo, en respuesta a la violencia y detenciones injustas realizadas por el gobierno municipal Priista y sus simpatizantes. Por lo tanto, siempre ha existido una tensión entre Las Abejas y el PRI.

### Relación con el EZLN
Las Abejas han sido en algunas ocasiones señalados de estar vinculados al Ejército Zapatista de Liberación Nacional, pero en realidad ellos siempre han mantenido su independencia, manifestando que aun cuando concuerdan con su ideología (en derechos indígenas y en contra del neoliberalismo e imperialismo), se oponen a los métodos violentos que este utiliza. Como consecuencia de su falta de afiliación con el EZLN, Las Abejas se ha visto acosada en algunas ocasiones por los Zapatistas.

## La Masacre de Acteal

### El Camino a la Masacre

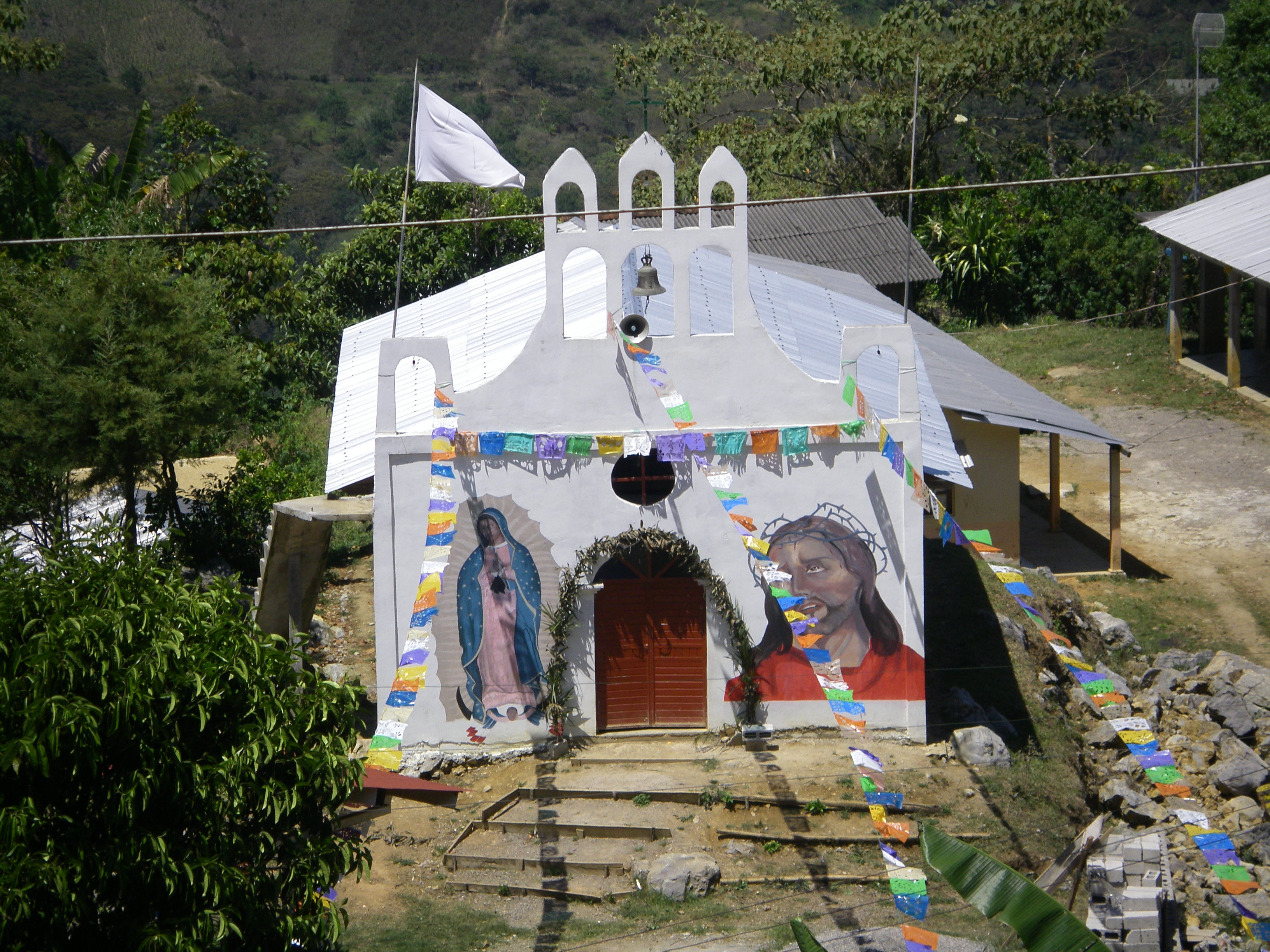
Vista de la Iglesia de Acteal.

Después de la Revolución Zapatista el 1 de enero de 1994, el ejército mexicano estableció una fuerte presencia militar en la región “para neutralizar y de ser posible, terminar con el EZLN.” Poco después, grupos paramilitares aparecieron en las regiones leales al PRI, particularmente en el norte del Estado y en los altos de Chiapas.
Acteal, una población en el municipio de Chenalho, fue el sitio de la masacre de 45 miembros de Las Abejas en 1997. Lugar particularmente afectado por la tensión entre Zapatistas y grupos paramilitares afiliados al PRI. Acteal está dividido en tres áreas, una dominada por los Zapatistas, otra por el PRI y finalmente otra por Las Abejas. El área afiliada con el PRI, cuyos residentes también tienden a pertenecer a la Iglesia Presbiterana, es también conocida como Acteal Alto. El área dominada por los Zapatistas (comunidad autónoma) se conoce como Acteal Bajo y finalmente el área ocupada por los miembros de Las Abejas, se encuentra en medio de las dos anteriores. Esto ha generado una idea de que “esta posición geográfica es un reflejo de la misión de intermediación y pacificadora” de las Abejas. Aun cuando el compromiso pacifista de Las Abejas se encuentra notoriamente distinguido de los Zapatistas, aquellos afiliados con el PRI en Acteal Alto sospechan de este grupo de estar afiliado con los Zapatistas. El EZLN, por su parte, sospecha de Las Abejas de estar aliados con los Priistas. Como resultado, Las Abejas “son presionados y acosados por ambas partes, los Zapatistas y los Priistas.”
La tensión entre los Zapatistas y los Priistas en Acteal se intensificó en 1996 cuando los Zapatistas tomaron control del banco de arena en Majomut, el cual había beneficiado a las organizaciones campesinas simpatizantes con el PRI. La tensión se incrementó entre ambos bandos y con Las Abejas en el medio, hubo una serie de emboscadas y asesinatos. Entre septiembre de 1996 y el día de la masacre, 18 personas afiliadas al PRI y 24 afiliadas con al EZLN fueron asesinadas en el municipio de Chenalho. Conforme la violencia escalo, Priistas y Zapatistas comenzaron a expulsar de sus territorios a cualquiera que no se identificará con sus respectivas causas. Familias de Las Abejas fueron expulsados de muchas comunidades incluyendo la Esperanza, Tzajalucum y Queshtic. Muchos refugiados llegaron al área controlada por Las Abejas conde la masacre tuvo lugar.

### El 22 de diciembre de 1997
Las Abejas atrajo la atención internacional cuando el 22 de diciembre de 1997 un grupo paramilitar asesinó a 45 miembros de la comunidad mientras rezaban en la Iglesia de Acteal. Esa mañana, como comúnmente sucedía, familias de Las Abejas habían acudido a una pequeña capilla construida de madera y piso de tierra cerca de las 6 de la mañana para orar, cantar, organizar y hablar. Muchos habían hecho ayuno y oración por la paz y venían a probar su primer alimento. Rezaron hasta aproximadamente las 10:30 de la mañana cuando comenzaron a escuchar disparos.
De acuerdo con algunos testigos, los tiradores fueron identificados como miembros del grupo paramilitar afiliado al PRI conocido como mascara roja y fueron trasladados haste este lugar en vehículos de la Policía. El tiroteo continuó por 6 horas de acuerdo con el investigador Alejandro Nada, quien se encontraba en Chiapas durante la masacre.
A las 11:30, el campamento se encontraba rodeado por 3 lados. Aproximadamente 60 hombres armados, la mayoría con AK-47 o cuernos de chivo, y con la cara parcialmente cubierta con pañuelos, comenzaron el ataque de la parte inferior hacia la parte superior de la comunidad, con los primeros disparos dirigidos hacia la capilla. Con la conmoción, hombres, mujeres y niños intentaron escapar, algunos tropezaron y cayeron por el barranco a través de un grueso follaje. Otros 3 hombres se escondieron en una pequeña caverna. Un grupo más grande se amontonó contra un lado del barranco y sin ningún lugar a donde correr. Dando a los asesinos tiempo suficiente de posicionarse y disparar a quemarropa.
45 personas fueron asesinadas en total: 15 niños, 21 mujeres y 9 hombres; más 25 heridos. Conforme la masacre ocurría, “la policía simplemente observaba desde la carretera a solo 200 metros de la escena del crimen. Se mantuvieron en la escuela todo el tiempo.” Otro testigo comenta “los asesinos agarraron a 3 mujeres embarazadas y sacaron de su vientre los fetos, los mutilaron con machetes y exclamaron: aquí mueren las semillas de los enemigos.” El Centro de los Derechos Humanos Fray Bartolomé de las Casas explica que ellos recibieron informes de la masacre poco después de que los disparos comenzaron e informaron a las autoridades, pero ellos “no consideraron el informe como importante.” Los trabajadores de la Cruz Roja llegaron al lugar pero la Policía no le permitió la entrada al lugar hasta que las autoridades llegaran.
Cuando las autoridades finalmente llegaron, más de 6 horas después de que los disparos comenzarán y 5 horas después de que fueron notificados, comenzaron bajo órdenes del Gobernador Julio César Ruíz Ferro, a remover los cadáveres y a trasladarlos a Tuxtla Gutiérrez, la capital del Estado, para practicar las autopsias correspondientes, a pesar de las objeciones de Las Abejas, la Iglesia Católica y el Centro Fray Bartolomé de las Casas quienes pensaban que la escena debía ser preservada para realizar las diligencias e investigaciones necesarias.

### El Funeral
Los cuerpos fueron regresados a Acteal algunos días después para el velorio el día de Navidad. El Obispo Samuel Ruíz, quien se encontraba profundamente afectado por la masacre, celebró el funeral y dijo a aquellos presentes: “Queremos decirles que los acompañamos en este día de Navidad, la Navidad más triste de nuestras vidas... y pedimos en nombre de nuestro Padre Jesús que se mantenga fieles a sus corazones a su palabra, y que no caigan en la tentación del odio y la violencia.”

### Nombres de aquellos asesinados durante la Masacre de Acteal

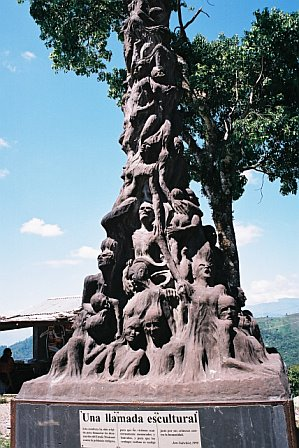
Columna de la Infamia del autor Danés Jens Galschiot en el sitio de la masacre.

Nombre, (Edad)
- Lucía Méndez Capote, 13
- Vicente Méndez Capote, 5
- Manuel Santiz Culebra, 57
- Loida Ruíz Gómez, 21
- Victoria Vázquez Gómez, 22
- Graciela Gómez Hernández, 3
- Guadalupe Gómez Hernández, 2
- Roselia Gómez Hernández, 5
- Miguel Pérez Jiménez, 40
- Antonia Vázquez Luna, 14
- Verónica Vázquez Luna, 20
- Margarita Vázquez Lunda, 3
- Juana Vázquez Luna, 8 meses
- Ignacio Pukuj Luna, desconocida
- Micaela Pukuj Luna, 67
- Alejandro Pérez Lunda, 16
- Juana Pérez Luna, 9
- Silvia Pérez Luna, 6
- María Luna Méndez, 44
- Nanuela Paciencia Moreno, 35
- María Pérez Oyalte, 42
- Margarita Méndez Paciencia, 23
- Daniel Gómez Pérez, 24
- Susana Jiménez Pérez, 17
- Josefa Vázquez Pérez, 27
- María Capote Pérez, 16
- Martha Capote Pérez, 12
- Micaela Vázquez Pérez, 9
- Juana Gómez Pérez, 61
- Juan Carlos Luna Pérez, 1
- Antonio Vázquez Pérez, 30
- Lorenzo Gómez Pérez, 46
- Sebastián Gómez Pérez, 9
- Daniel Gómez Pérez, 24
- Juana Pérez Pérez, 33
- Rosa Pérez Pérez, 33
- Marcela Luna Ruíz, 35
- María Gómez Ruíz, 23
- Catarina Luna Ruíz, 31
- Marcela Capote Ruíz, 29
- Marcela Capote Vázquez, 15
- Paulina Hernández Vázquez, 22
- Juana Luna Vázquez, 45
- Alonso Vásquez Gómez, 46

## Post Acteal

### En busca de la Justicia
Como respuesta a la presión internacional, el gobierno mexicano ordenó una investigación a los acontecimientos de Acteal. El informe cito que se cometieron, en el mejor de los casos, atroces errores por autoridades en los diferentes niveles de gobierno, incluyendo al Gobernador de Chiapas Julio César Ruíz Ferro, quien “desdeño las repetidas súplicas por ayuda contra la creciente violencia interpuestas por líderes de las comunidades indígenas en las semanas previas a los asesinatos, aun cuando estas venían de su propio Partido Político”.
Comprometidos con el perdón, la reconciliación y la no violencia, Las Abejas también ha sido clara en sus demandas por la justicia en luz de la masacre de Acteal. A pesar de que algunos han sido arrestados por su participación en la masacre, aún hay muchos que no han sido aprendidos, incluyendo a los autores intelectuales.
Para 2007, durante el décimo aniversario de la masacre, miembros de Las Abejas informan que algunos de los asesinos no han sido traídos a la justicia. Diego Pérez Jiménez, entonces presidente de Las Abejas, expresa su frustración con aquellos que claman que la justicia ya se ha cumplido o contra aquellos que aun siendo procesados no han sido encarcelados: “Ellos dicen muchas mentiras”. “Estos hombre en la prisión fueron asesinos y hay muchos otros asesinos afuera. Esa es la verdad” reafirma. Muchos de los encarcelados como Agustín Gómez Pérez insisten en su inocencia a pesar de llevar más de una década tras las rejas. “Lo que pasó en Acteal es muy triste” dice, “pero yo no estuve involucrado. Yo no mate ni un alma.” Algunos grupos de derechos humanos dicen que muchos de los arrestados son inocentes y son utilizados como conejillos de indias y que el gobierno está protegiendo a los verdaderos autores materiales e intelectuales detrás de la masacre.

### La Columna de la Infamia
En 1999, el artista Danés Jens Galschiot instaló una estatua conocida como la Columna de la Infamia o Pillar of Shame, como un recordatorio de la masacre contra los miembros de Las Abejas en Acteal. La investigadora Christine Kovic sugiere que la estatua, que no fue solicitada por la comunidad y que resalta la vergüenza de la masacre, “no es congruente con el mensaje de perdón, curación y esperanza de Las Abejas.”

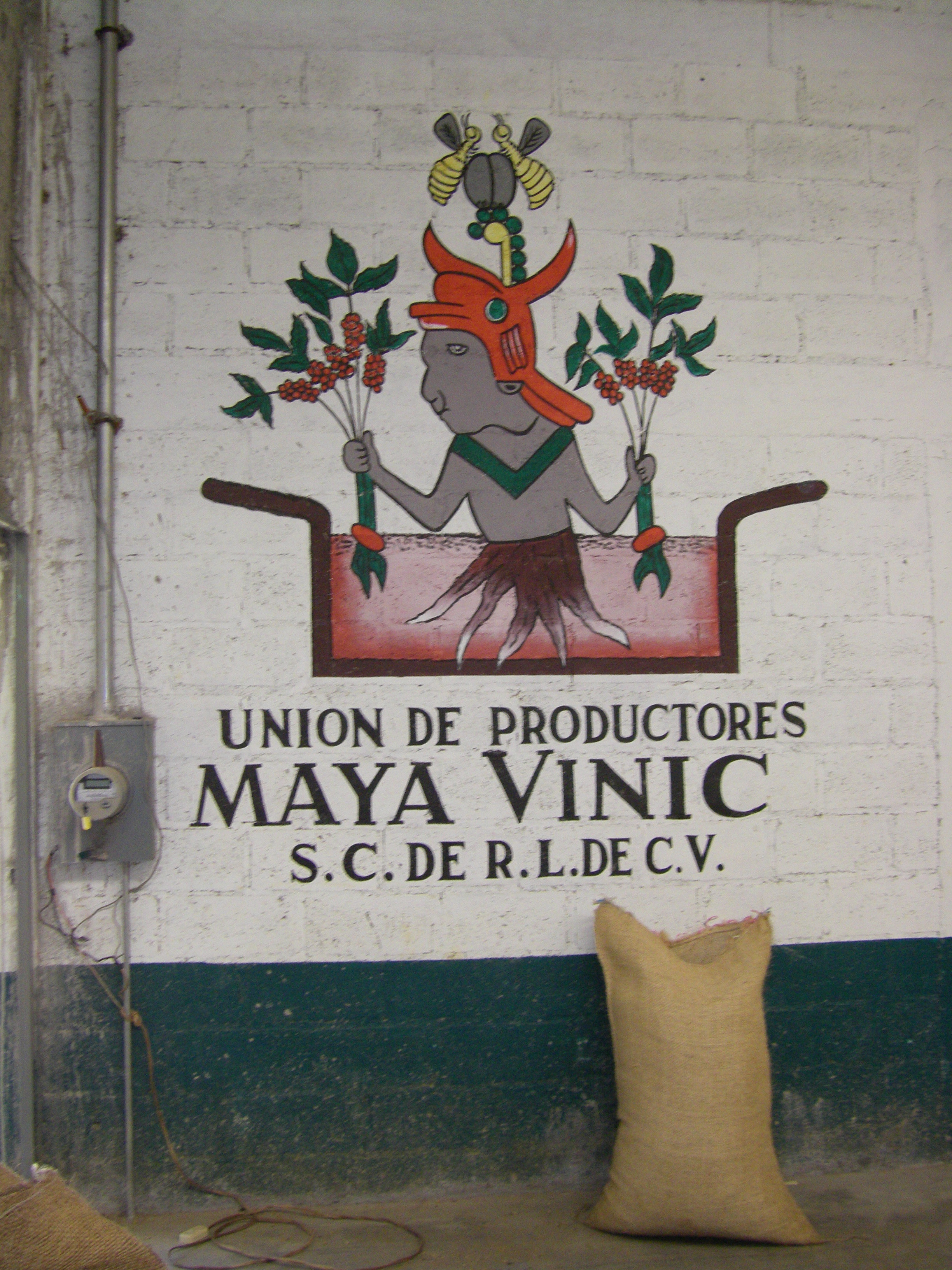
Unión Maya Vinic.

### Cooperativa Maya Vinic
En 1992, Las Abejas comenzó una cooperativa de café conocida como Maya Vinic que significa en Tsotsil “Hombre Maya.” La cooperativa consiste en 700 pequeños productores de café en diferentes municipalidades de los Altos de Chiapas. La cooperativa produce y exporta café orgánico certificado bajo el esquema de comercio justo a Estados Unidos y Europa con el objetivo de proveer a los productores (muchos de los cuales son miembros de Las Abejas) con precios más justos de los que ofrece el mercado internacional. En los Estados Unidos, el café de Maya Vinic es comercializado por Higher Grounds Trading Company localizado en la ciudad de Traverse en el Estado de Míchigan.